# Ramallah
Ramallah (in arabo رام الله‎?, Rām Allāh), citata talvolta in italiano anche come Ramalla, è una città palestinese situata in Cisgiordania. Rappresenta la capitale della Palestina.

## Etimologia
Il nome della città significa "Monte di Dio" o più propriamente "Casa di Dio".

## Società
Ramallah è considerata una città tendenzialmente liberale rispetto al resto della Cisgiordania ed è caratterizzata da una vivace vita culturale e notturna. Il contributo della locale comunità palestinese cristiana, costituente un quarto degli abitanti, è considerevole.

## Politica
Lo Stato di Palestina considera la propria capitale Gerusalemme Est. Tuttavia, data la perdurante situazione di precarietà e a causa dell'annessione di Gerusalemme da parte dello Stato di Israele, Ramallah ospita oggi la gran parte degli organi statali e amministrativi palestinesi, tra i quali il parlamento palestinese, diversi ministeri, le rappresentanze diplomatiche straniere, e la cosiddetta Muqata'a, cioè il complesso di edifici che ospita la sede dell'Autorità Nazionale Palestinese, l'ufficio del presidente Mahmūd Abbās e il mausoleo che conserva la salma di Yasser Arafat.

## Galleria d'immagini

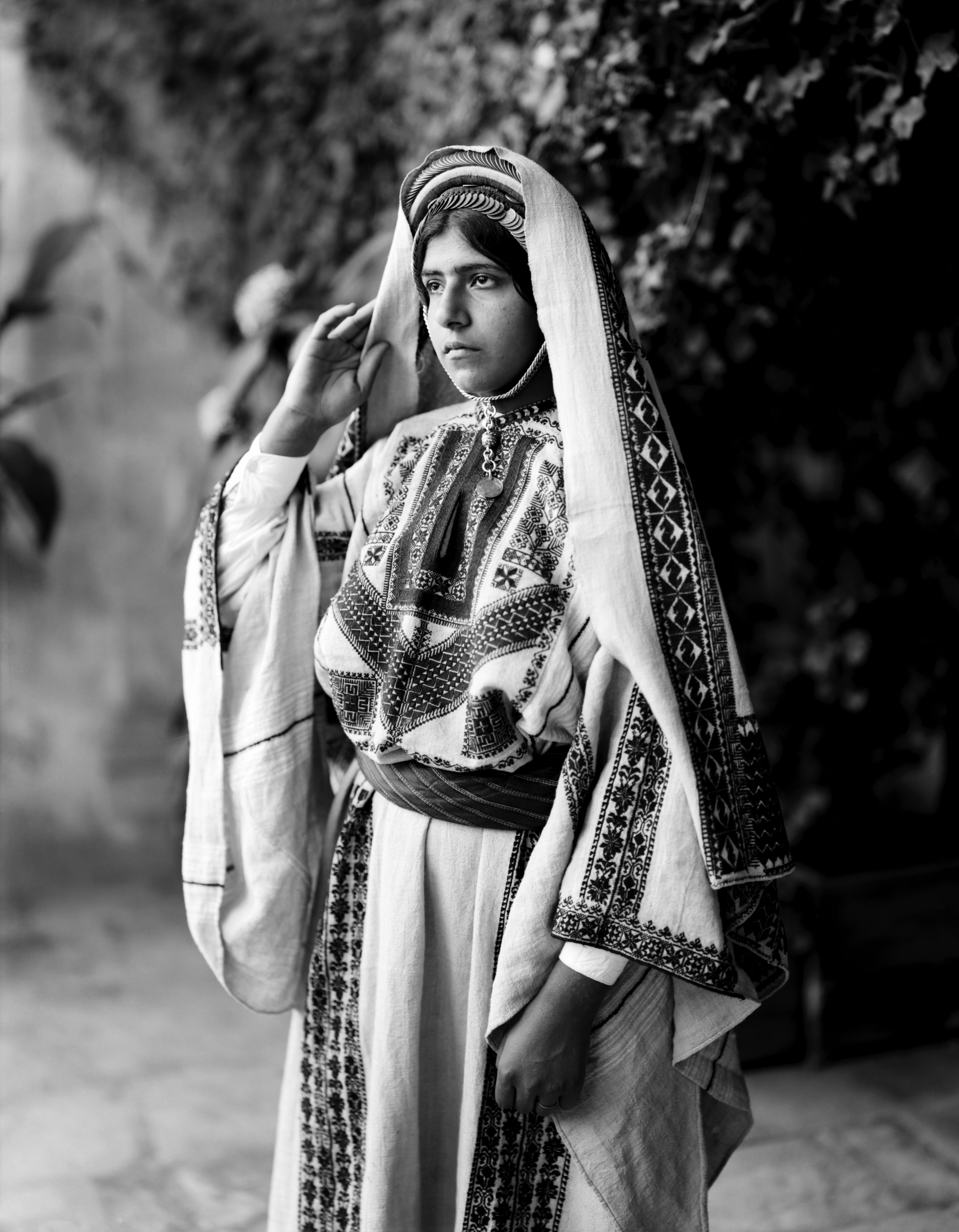
Ragazza di Ramallah all'inizio del XX secolo
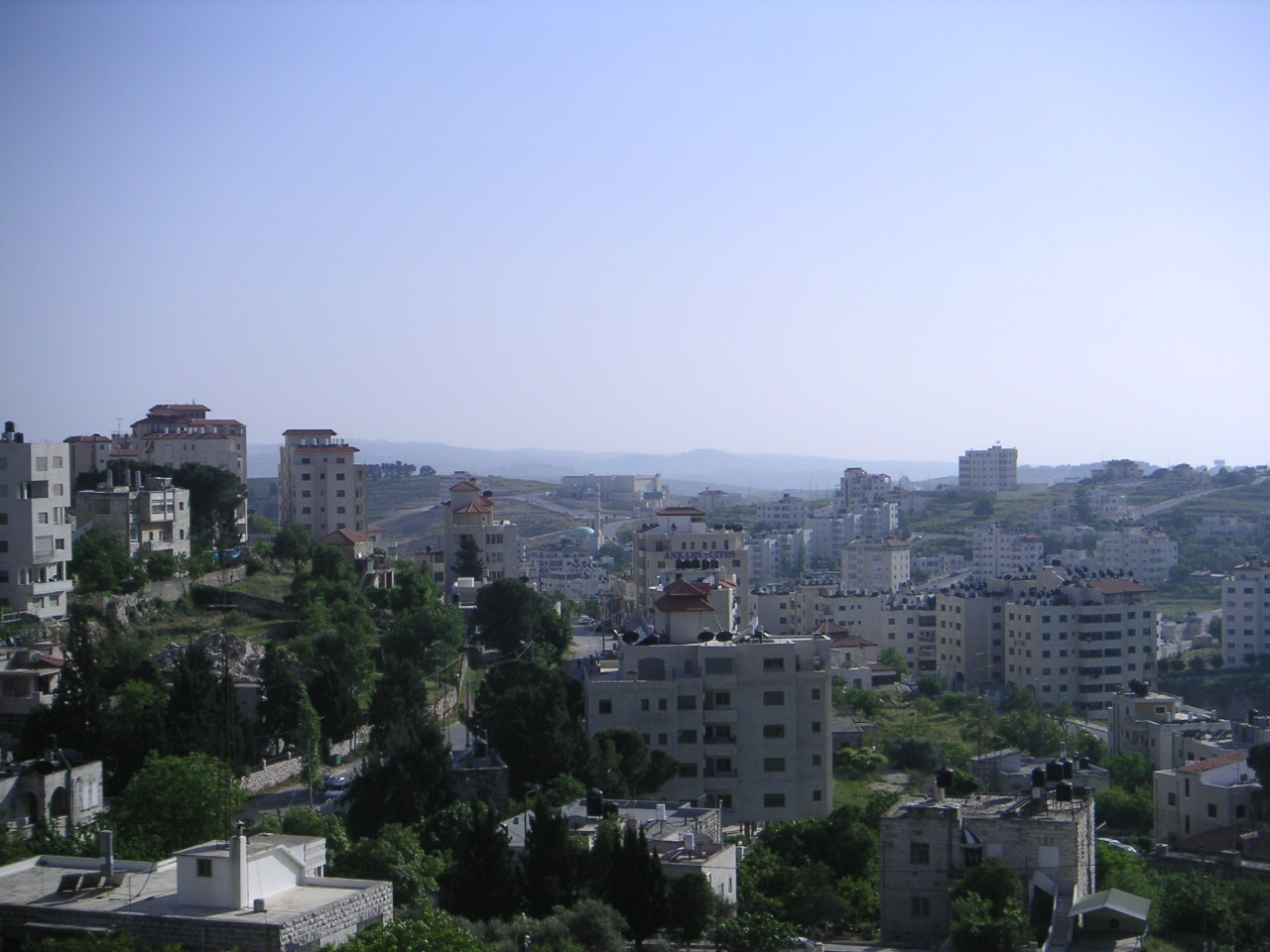
Panorama di Rāmallāh.
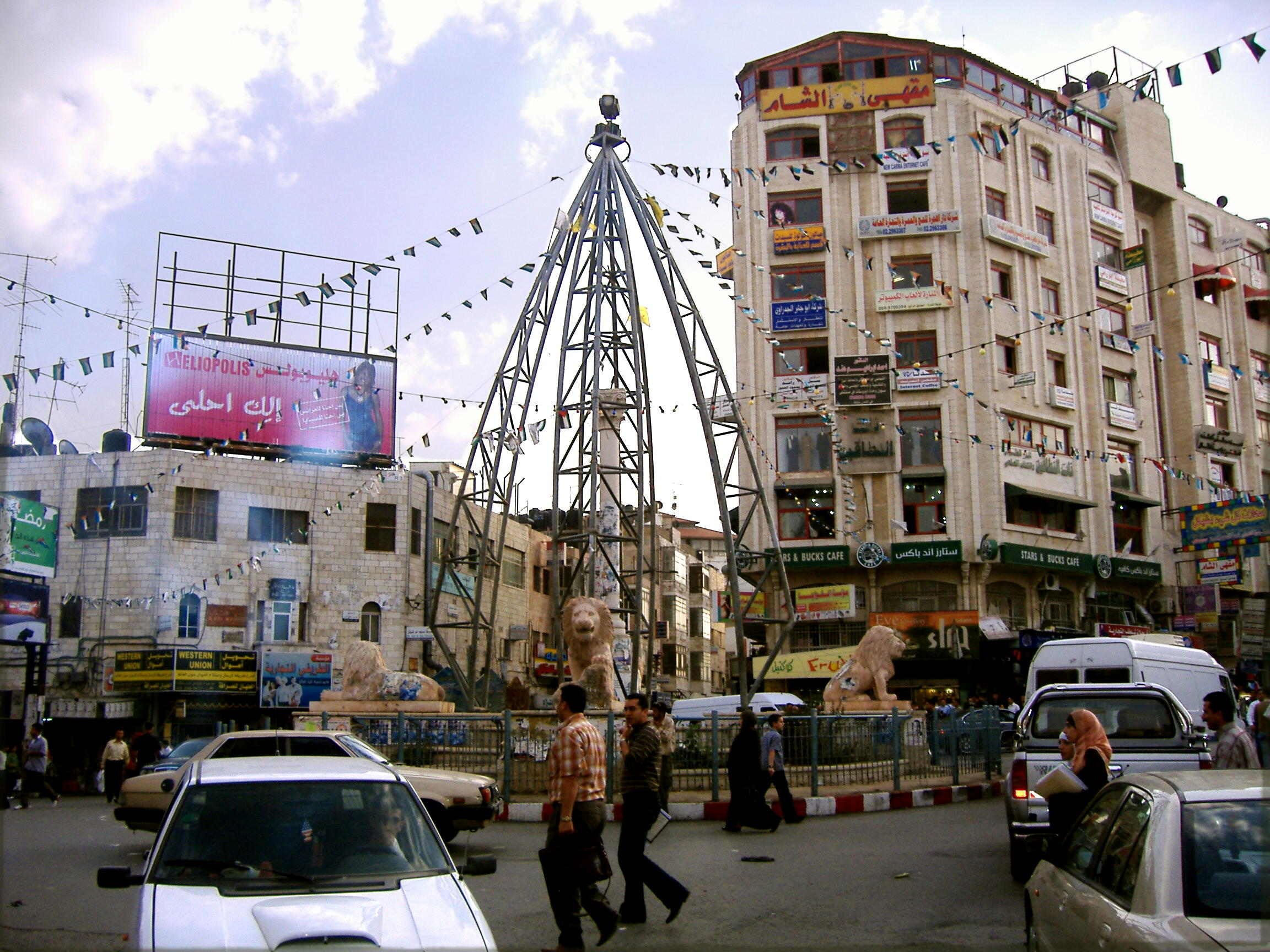
Uno scorcio della piazza centrale (Dawar al Manara).
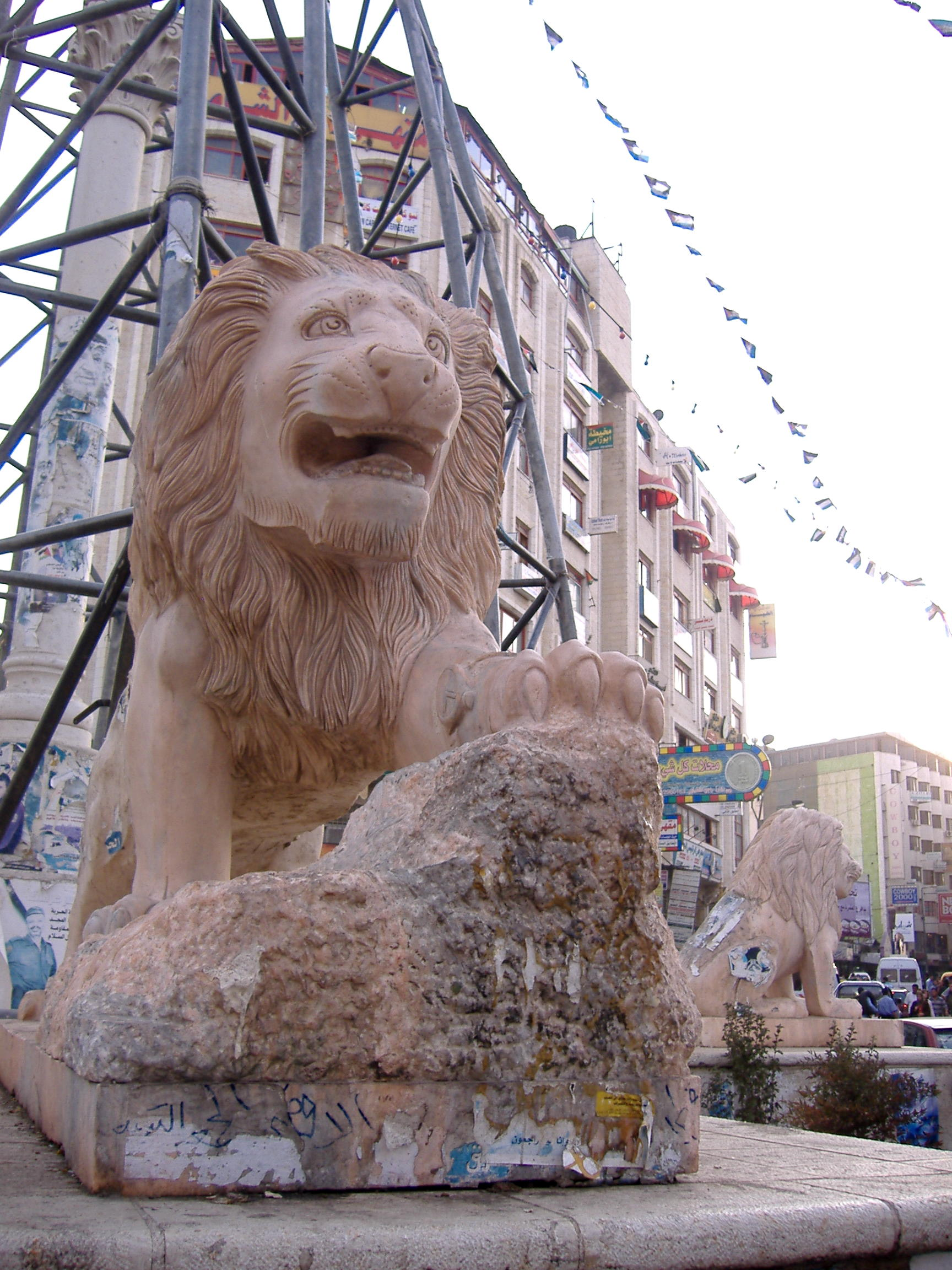
Uno dei leoni di pietra (con orologio al polso) nel centro di Rāmallāh.
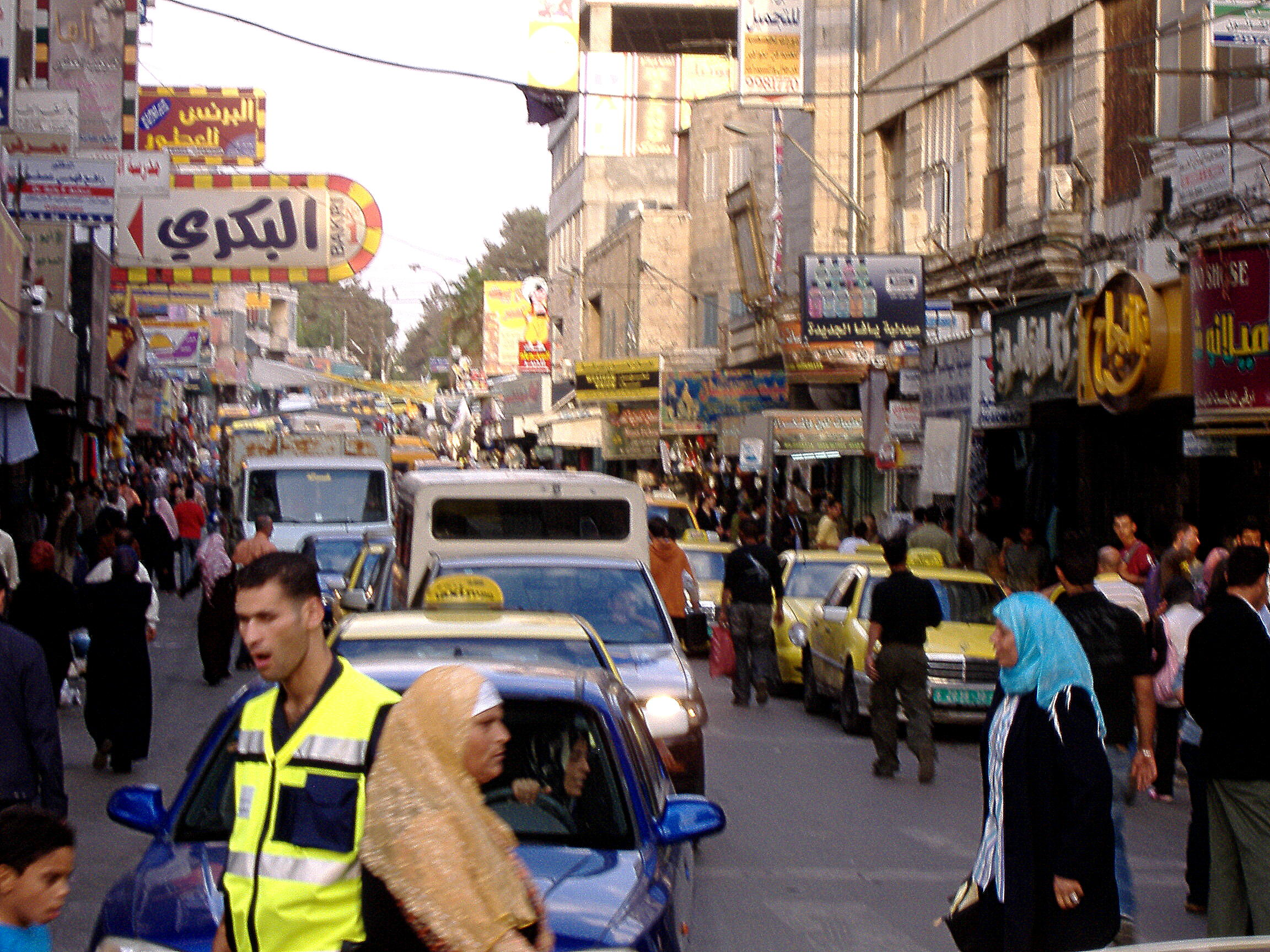
Una trafficata strada centrale.
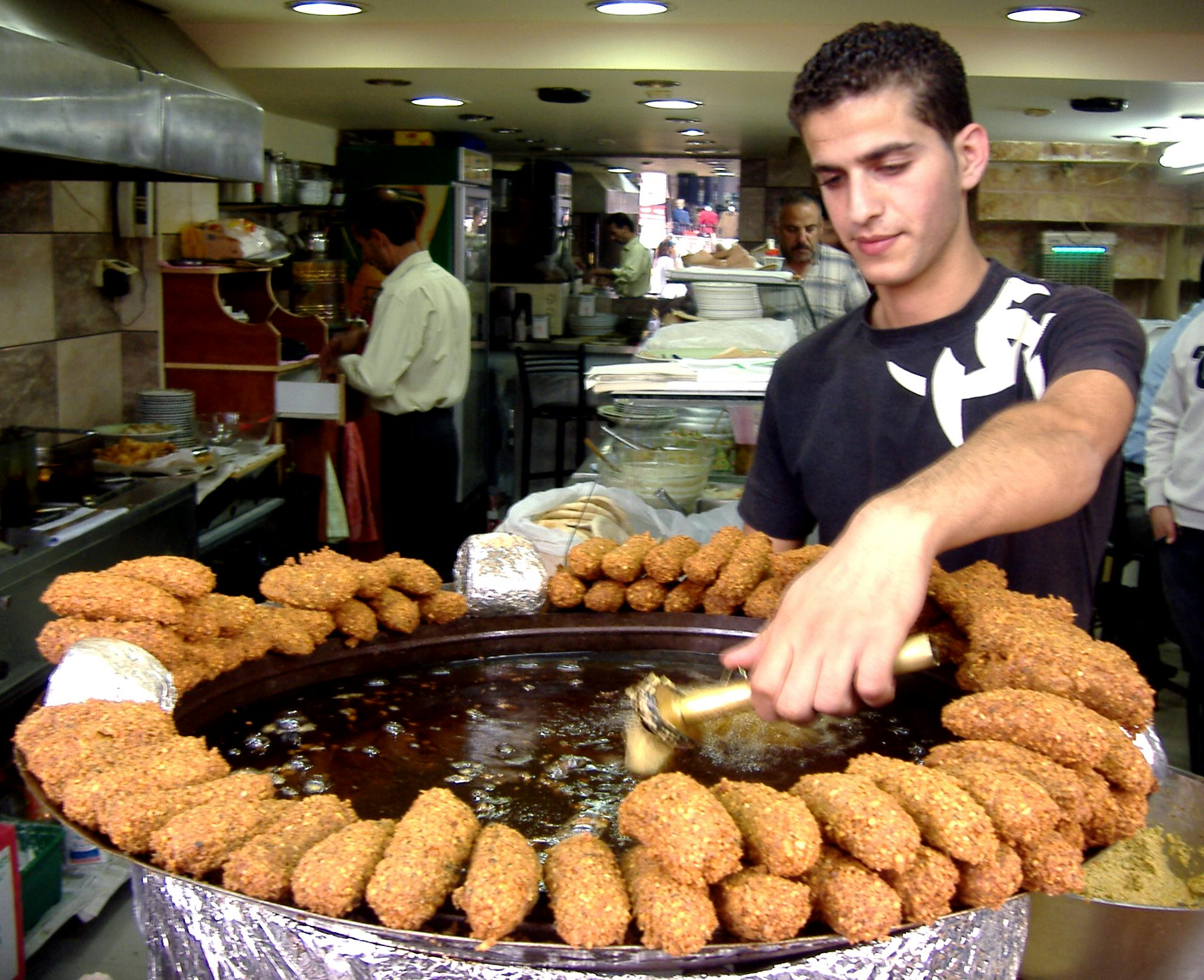
Il falafel di Rāmallāh.
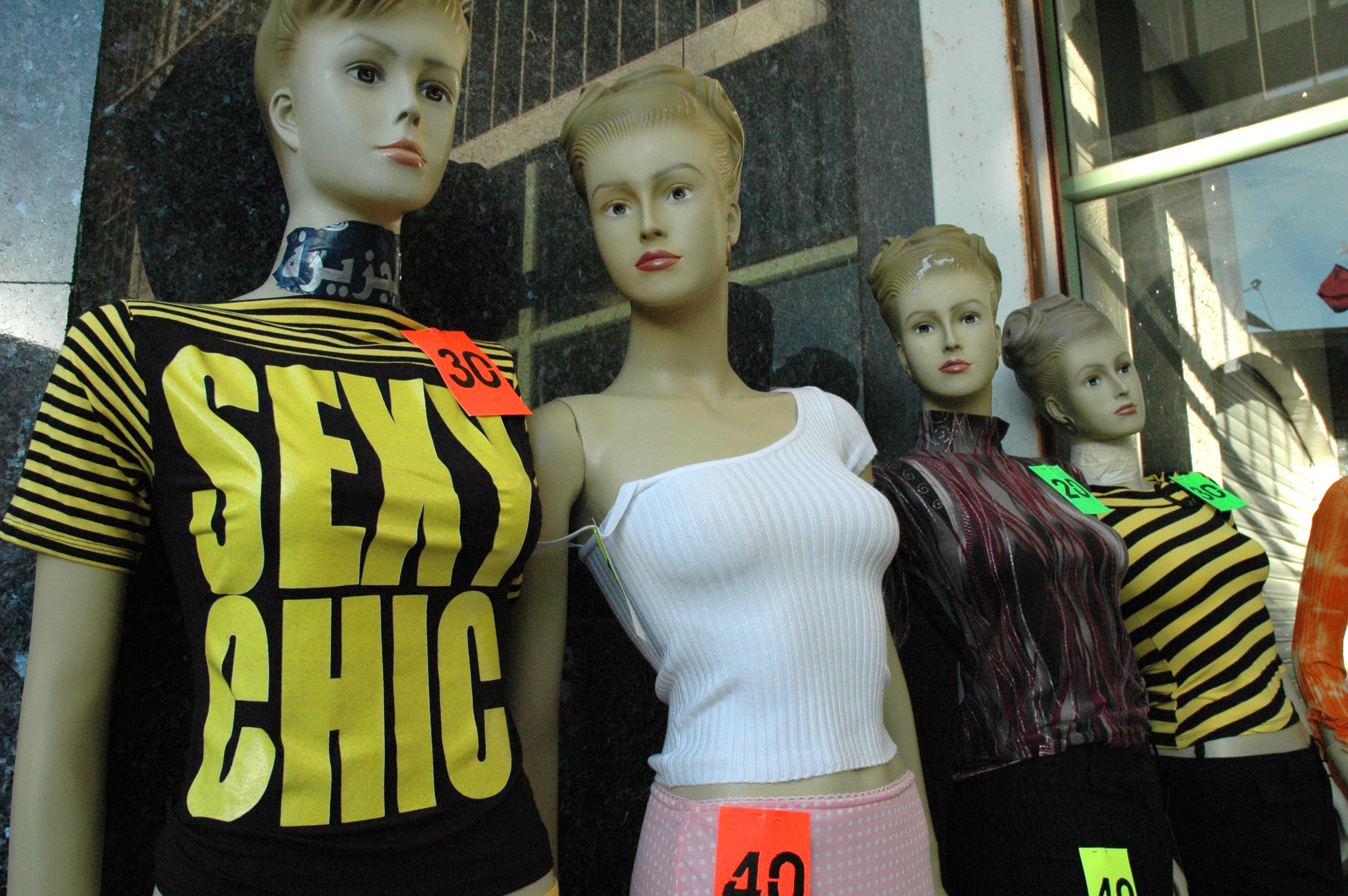
La vetrina di un negozio del centro.
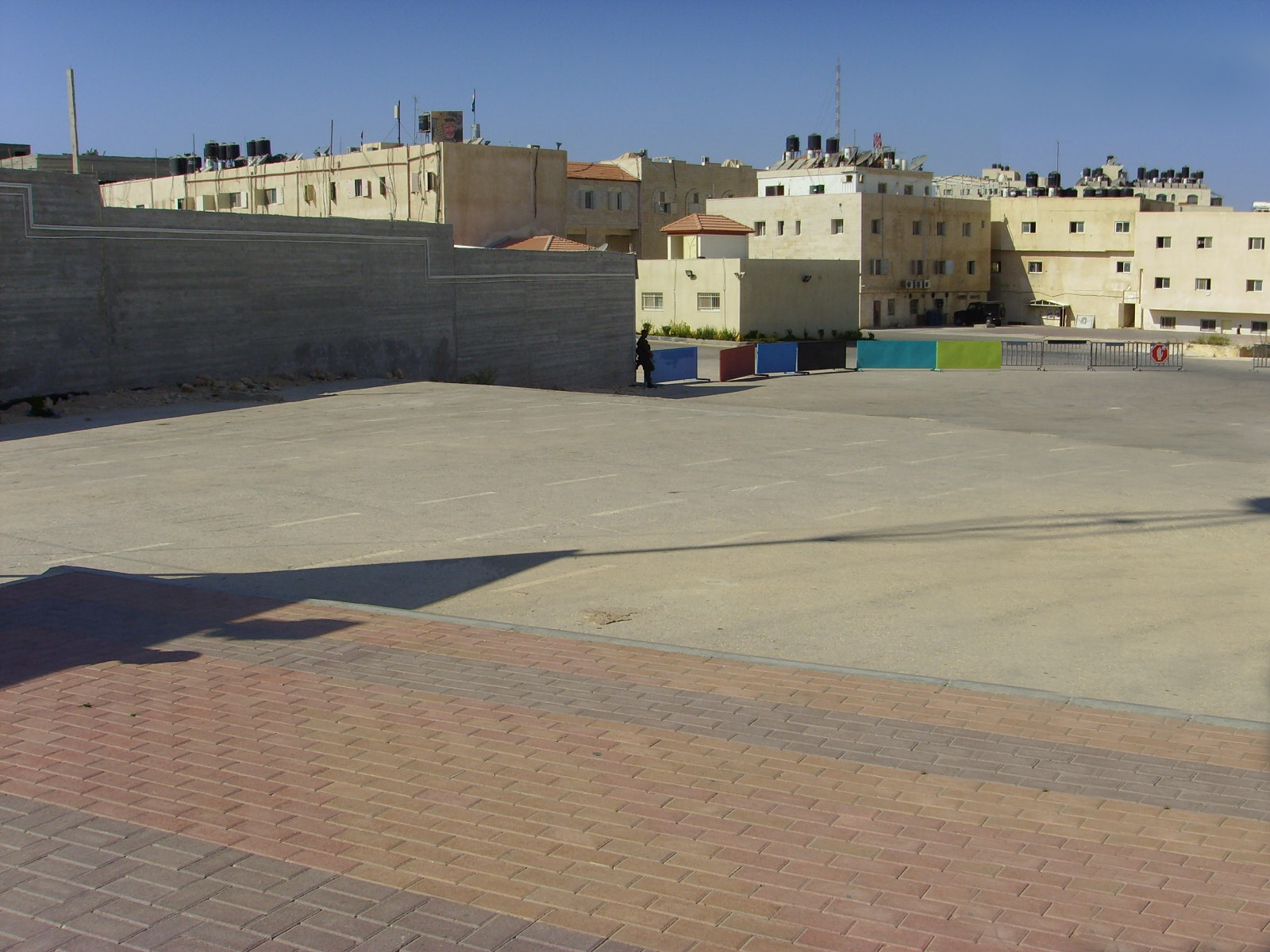
Il piazzale interno della Muqāṭaʿa.
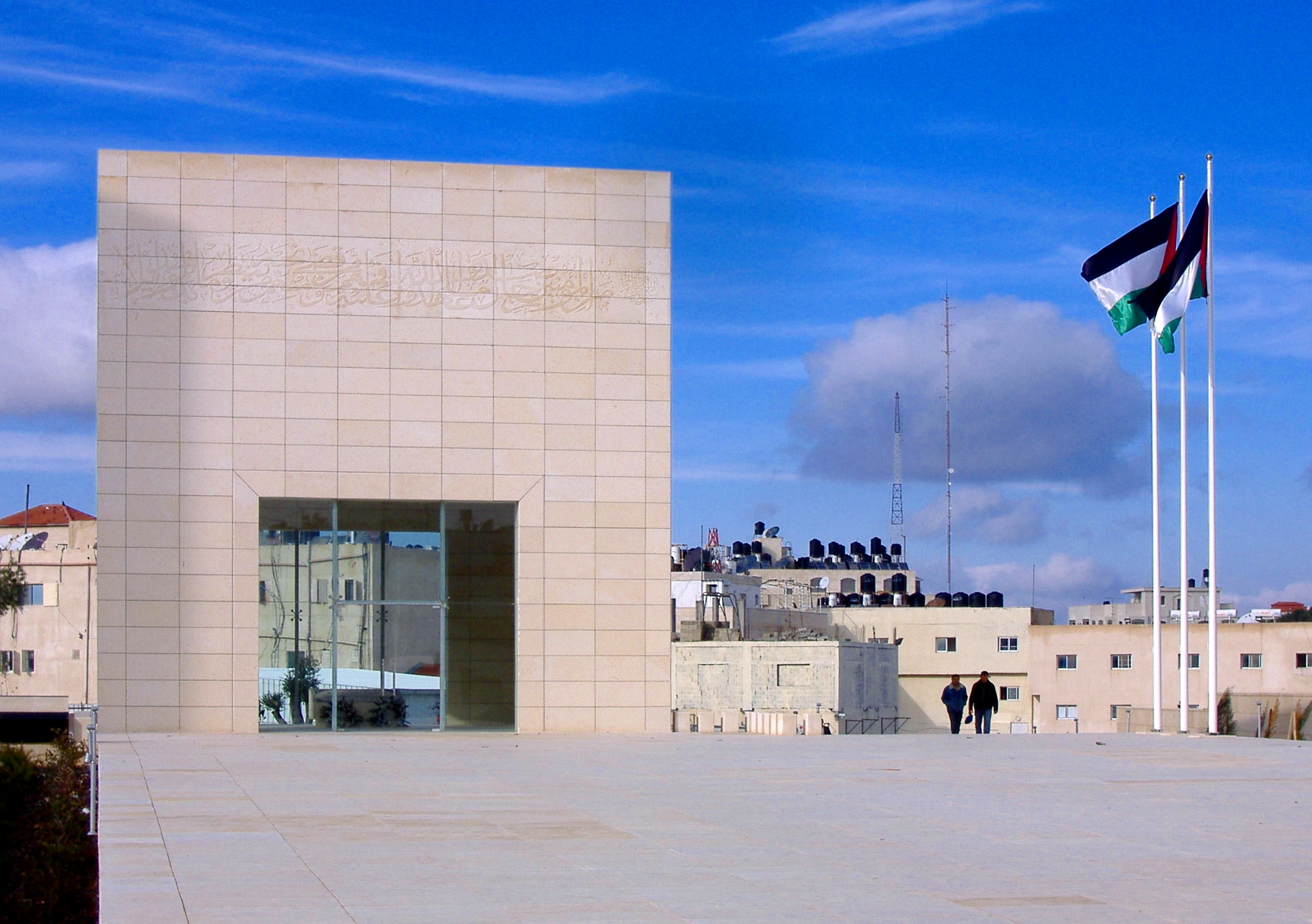
Il mausoleo di ʿArafāt.